# Sztreccsnadrág

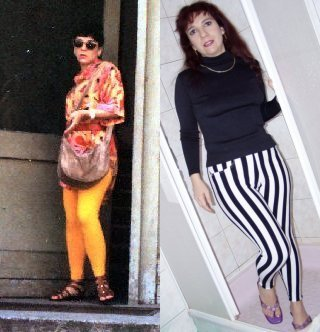
Hosszú sportos-elegáns változat

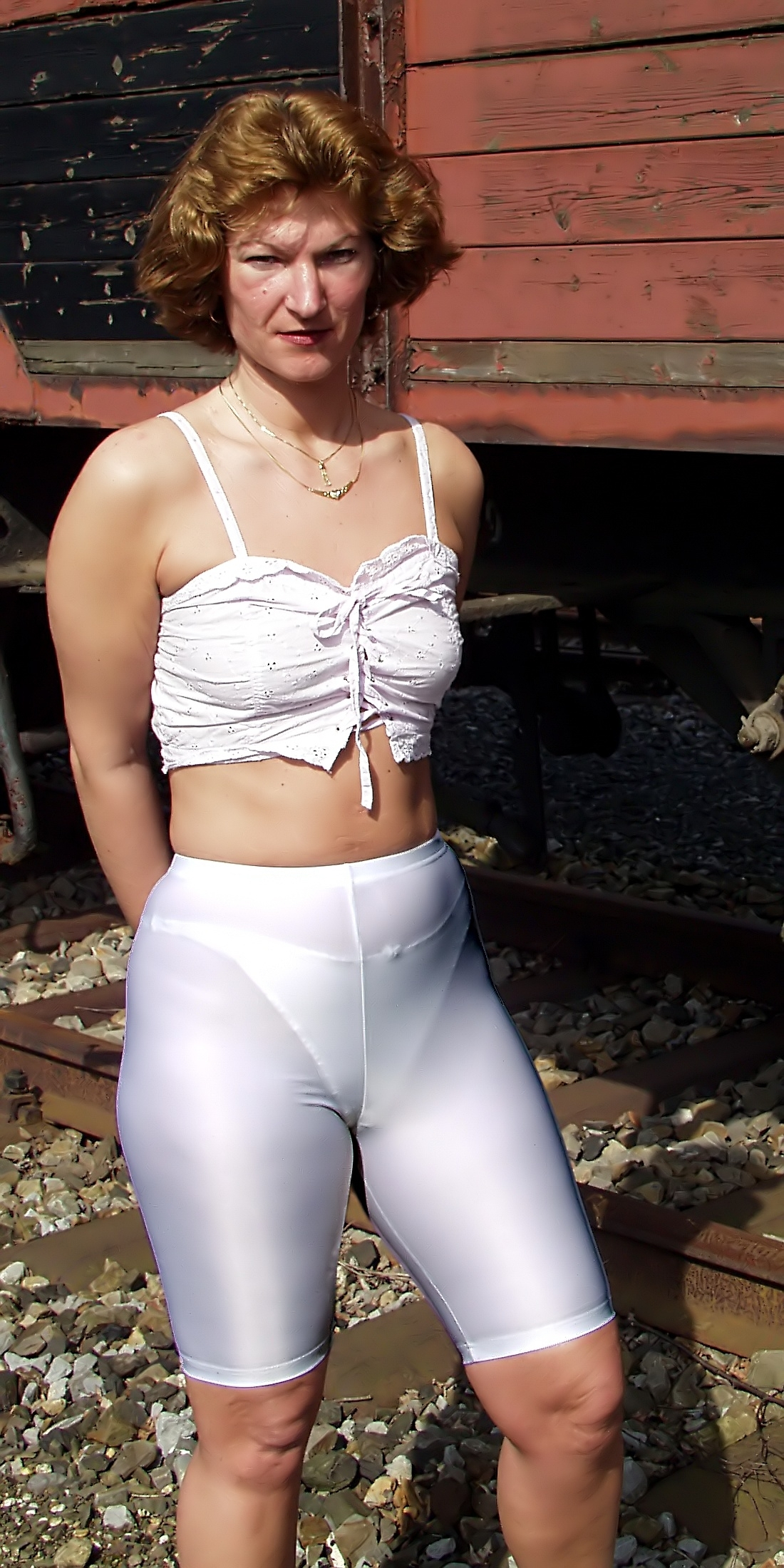
Rövid változat

A sztreccsnadrág (eredetileg stretch-nadrág, angolul: leggings) egy szűk, testhezálló nadrágtípus.

## Jellemzése
Legelterjedtebb előfordulási változata a bokától a csípőig érő, teljesen testhez álló nadrágtípus, mely jellemzően elasztánfonalból vagy elasztánfonal-pamut ill. -poliamid kombinációból készül. Előfordul rövid, csípőtől a térdig érő változatban is, ilyenkor biciklinadrág az elterjedt neve. Ritkább, de szintén előfordul olyan változata is, mely a talpat is beborítja. 
Az anyagában található elasztánfonal (pl. Lycra® vagy más) mennyiségének függvényében lehet csillogó vagy matt felületű. Elterjedt mind egyszínű, mind többszínű vagy díszített változatban.

## Történeti háttere
A sztreccsnadrág első megjelenése a késő középkorban volt, mint férfiviselet. A 16. század végén kiment a divatból, a férfiak testhez álló alsóruházat helyett csípőben szűk, alul a testhez nem tapadó ruházatot, azaz a mai nadrágot kezdték viselni. Hidegebb éghajlatú vidékeken tovább maradt a használata, mint nadrág alatt viselt férfi alsónemű.
Katonai használata egészen a 20. századig megmaradt, mint kiegészítő viselet.

## Használata
Mind a mai napig egyik fontos felhasználási területe a sport. A jobb aerodinamikusságot igénylő sportokban gyakori viselet. 
Az 1960-as években is a sportnak köszönhetően terjedt el, mint az otthoni torna, az aerobik, s ehhez hasonló testgyakorlatok ruházata. Innen indult felhasználása mint sportos női utcai viselet. Hamarosan megjelentek többszínű vagy mintás változatai is, ezzel a sportos divatból a sportos-elegáns divat ruhaneműjévé válva.
Az 1980-as években újra visszatért a női divatba, jellemzően a csípőt takaró, sőt lejjebb érő pulóverrel vagy hosszú inggel kombinálva. 
2005 óta ismét jelentkezett a női divatban. Jellemző legújabb felhasználása rövid, csípőig érő felsővel történik. Igen kedvelt viselete középhosszú vagy leggyakrabban rövid szoknya alatt.
A 2010-es években férfiak által viselt ruhadarabként is megjelent, sportruházat mellett hétköznapi viseletként is, angolul meggings-nek (male leggings: „férfi sztreccsnadrág”) becézve, divatbemutatókon azonban már korábban is szerepelt. A koreai K-pop-divatban 2011 óta jelen van a férfi sztreccsnadrág, melyet rövidnadrág alatt viselnek.